# Resolutie 2438 Veiligheidsraad Verenigde Naties
Resolutie 2438 van de Veiligheidsraad van de Verenigde Naties werd unaniem aangenomen op 11 oktober 2018. De Veiligheidsraad verlengde de ondersteuning van de UNISFA-vredesmacht aan het Gezamenlijk Grenstoezichtsmechanisme (JBVMM) in de betwiste regio Abyei mogelijk voor de laatste keer met een half jaar.

## Standpunten
Zowel Soedan als Zuid-Soedan stelden te willen blijven meewerken aan een oplossing. De Verenigde Staten vonden al langer dat die oplossing te lang uitbleef en stelden het mechanisme (JBVMM) niet eindeloos te zullen blijven steunen. Andere landen, waaronder Ethiopië, dat als enige manschappen bijdroeg aan UNISFA, vonden dan weer dat de partijen genoeg stappen hadden ondernomen om de steun voort te zetten.

## Achtergrond
Al in de jaren 1950 was het zwarte zuiden van Soedan in opstand gekomen tegen het overheersende Arabische noorden. De vondst van aardolie in het zuiden maakte het conflict er enkel maar moeilijker op. In 2002 kwam er een staakt-het-vuren en werden afspraken gemaakt over de verdeling van de olie-inkomsten. Verschillende rebellengroepen waren hiermee niet tevreden en in 2003 ontstond het conflict in Darfur tussen deze rebellen en de door de regering gesteunde janjaweed-milities. Die laatsten gingen over tot etnische zuiveringen. In de daaropvolgende jaren werden in Darfur grove mensenrechtenschendingen gepleegd, waardoor miljoenen mensen op de vlucht sloegen.
In februari 2011 stemde een overgrote meerderheid van de inwoners van Zuid-Soedan in een referendum voor onafhankelijkheid. De regio Abyei, die tussen Noord- en Zuid-Soedan lag, werd echter door beide partijen opgeëist. Dit leidde tot veel geweld, waardoor meer dan 100.000 inwoners op de vlucht sloegen.

## Inhoud
Er was vooruitgang geboekt in het opzetten van het JBVMM; doch waren de middels de resoluties 2386 en 2412 vooropgestelde voorwaarden niet geheel vervuld.
De Veiligheidsraad besloot de uitbreiding van het mandaat van de UNISFA-vredesmacht in Abyei waartoe middels resolutie 2024 was besloten te verlengen tot 15 april 2019. Dit zou de laatste verlenging zijn tenzij Soedan en Zuid-Soedan volgende maatregelen namen:
- toestemming geven voor al UNISFA's lucht- en grondpatrouilles, en alle vluchten vanuit de Veilige Gedemilitariseerde Grenszone (SDBZ) binnen de 72 uur goedkeuren;
- de Abu Qussa/Wunkur-post opzetten en een locatie voor twee andere posten bepalen;
- een Zuid-Soedanees gemeenschapssensibiliseringsteam opzetten om UNISFA-verkeer van Gok Machar naar de SDBZ mogelijk te maken;
- het Gezamenlijk Politiek- en Veiligheidsmechanisme (JPSM) ten minste twee keer bijeen roepen en zich terugtrekken uit de SDBZ;
- een schema opstellen om samen met UNISFA toe te zien op de werking van de tien grensovergangen en de bewegingsvrijheid over de grens;
- minstens twee douanekantoren opzetten;
- de Gezamenlijke Grenscommissie en het Gezamenlijk Afbakeningscomité minstens tweemaal samenroepen en de discussies over de grensafbakening en de betwiste gebieden hervatten.

Lijst ·  2398 ·  2399 ·  2400 ·  2401 ·  2402 ·  2403 ·  2404 ·  2405 ·  2406 ·  2407 ·  2408 ·  2409 ·  2410 ·  2411 ·  2412 ·  2413 ·  2414 ·  2415 ·  2416 ·  2417 ·  2418 ·  2419 ·  2420 ·  2421 ·  2422 ·  2423 ·  2424 ·  2425 ·  2426 ·  2427 ·  2428 ·  2429 ·  2430 ·  2431 ·  2432 ·  2433 ·  2434 ·  2435 ·  2436 ·  2437 ·  2438 ·  2439 ·  2440 ·  2441 ·  2442 ·  2443 ·  2444 ·  2445 ·  2446 ·  2447 ·  2448 ·  2449 ·  2450 ·  2451